# Стоян Георгиев (Стение)
Вижте пояснителната страница за други личности с името Стоян Георгиев.
Стоян Георгиев е български революционер, деец на Вътрешната македонска революционна организация.

## Биография
Роден е в преспанското село Стение. Влиза във ВМРО. Става помощник на Илия Дигалов и заедно с него и Алия Ибраим от Пласница, Кичевско, в края на 1919 година заминава за Македония, като действа в Горна Преспа. През пролетта на 1920 година действат в Кичевско, а през лятото – в Охридско. Зимата на 1920 – 1921 година прекарват в Албания, а през пролетта действат в Преспа. С другарите си Дигалов възстановява мрежата на Вътрешната македонска революционна организация, организира ятаци и наказва колаборационисти. През септември 1922 година Илия Дигалов и Стоян Георгиев са предадени от кмета на Глобочени, Мала Преспа и загиват в бой с гръцка жандармерия. Според някои сведения, в предателството имат участие и двама каракачани, впоследствие наказани от ВМРО.